# Synthetonychia
Synthetonychiidae
Famille
Genre
Synthetonychia, unique représentant de la famille des Synthetonychiidae, est un genre d'opilions laniatores.

## Distribution
Les espèces de ce genre sont endémiques de Nouvelle-Zélande.

## Liste des espèces
Selon World Catalogue of Opiliones (20/05/2021) :
- Synthetonychia acuta Forster, 1954
- Synthetonychia cornua Forster, 1954
- Synthetonychia fiordensis Forster, 1954
- Synthetonychia florae Forster, 1954
- Synthetonychia glacialis Forster, 1954
- Synthetonychia hughsoni Forster, 1954
- Synthetonychia minuta Forster, 1954
- Synthetonychia obtusa Forster, 1954
- Synthetonychia oliveae Forster, 1954
- Synthetonychia oparara Forster, 1954
- Synthetonychia proxima Forster, 1954
- Synthetonychia ramosa Forster, 1954
- Synthetonychia sinuosa Forster, 1954
- Synthetonychia wairarapae Forster, 1954

## Publication originale
- Forster, 1954 : « The New Zealand Harvestmen (sub-order Laniatores). » Canterbury Museum Bulletin, vol. 2, p. 1-329.